# Todor Todoroski
Todor Todoroski (in macedone Тодор Тодороски?; Prilep, 26 febbraio 1999) è un calciatore macedone, difensore del Flamurtari Valona.

## Carriera

### Club
Il 1º luglio 2016 viene acquistato a titolo definitivo dalla squadra macedone del Vardar.